# Astrid Klein
Astrid Klein (* 20. Mai 1951 in Köln) ist eine deutsche Künstlerin, die in verschiedenen Medien wie Zeichnung, Fotografie, Text, Malerei, Installation und Skulptur arbeitet.

## Leben
Von 1973 bis 1977 studierte Astrid Klein an der Fachhochschule für Kunst und Design in Köln. 1986 war sie als Gastprofessorin an der Hochschule für Bildende Künste in Hamburg tätig, und von 1993 bis 2017 hatte Klein eine Professur für Bildende Kunst an der Hochschule für Grafik und Buchkunst in Leipzig inne.
Klein erhielt eine Vielzahl von Preisen und Auszeichnungen für ihr Werk, darunter das Stipendium des Deutsch-Französischen Jugendwerks im Jahr 1980, das Arbeitsstipendium des Kunstfonds e. V. Bonn im Jahr 1982, den Förderpreis des Landes Nordrhein-Westfalen im Jahr 1984 sowie den Förderpreis der Stadt Köln im Jahr 1986. Ferner erhielt die Künstlerin im Jahr 1987 das Karl-Schmidt-Rottluff-Stipendium und im Jahr 1991 den B.D.I.-Preis für gestaltete Räume (ars viva) sowie das Stage Set für Botho Strauß’ „Kalldewey Farce“ im Schauspielhaus Dortmund. Im Jahr 1992 wurde die Künstlerin mit einem Stipendium für zeitgenössische deutsche Fotografie von der Alfried Krupp von Bohlen und Halbach-Stiftung ausgezeichnet. Im Jahr 1997 folgte der Käthe-Kollwitz-Preis der Akademie der Künste in Berlin und im Jahr 2000 der Helmut-Kraft-Preis. Zu den zahlreichen Preisen zählt zudem der Kunstpreis des Bundesverbandes der deutschen Kunstverleger aus dem Jahr 2001.
Astrid Klein ist mit Don Nikos Marchese Araldi di Piadena verheiratet.

## Werk
Astrid Klein ist in den 1970er Jahren durch ihre großformatigen, schwarzweißen Fotoarbeiten und ihre raumgreifenden Installationen bekannt geworden, die in einem vielschichtigen Verfahren aus vorgefundenem Bild- und Textmaterial sowie gezeichneten und gemalten Elementen entstehen. Ihr Werk, das sich durch seine kühle Ästhetik, intellektuelle Schärfe und emotionale Intensität auszeichnet, umfasst aber auch die Malerei der schwarzen und weißen Bilder, Collagen, Neonskulpturen, Spiegelarbeiten, Transparenzen und die frühen Schriftbilder aus mehr als vier Jahrzehnten.
Ihre intensive Auseinandersetzung mit der Beziehung von Bild und Schrift führt Klein seit Ende der 1980er Jahre in ihren Neonarbeiten fort. Diese sind komplexe Strukturen aus Neonröhren, die mit Texten aus Literatur und Philosophie beschriftet sind. Während ihre Linienführung an Zeichnungen erinnert, übertragen sie auch das Prinzip der Collage in den Raum. Die Frage nach der Wirklichkeit wird von der Künstlerin mit diesen Arbeiten beleuchtet, um die Diskrepanz von Schein und Wirklichkeit aufzuzeigen.
Auf der Grundlage der Psychoanalyse, des Feminismus und der Sprachwissenschaft hat Klein ihren dekonstruktiven Ansatz ebenfalls auf andere Medien angewandt. Die Weißen Bilder oder White Paintings (1988-1993), die in Weiß auf Weiß aufgeführt sind, machen das Unsichtbare sichtbar.
Unabhängig vom Medium steht immer der Betrachter im Mittelpunkt ihrer Arbeit. Zwischen ihm und dem Bild einen Denkraum zu schaffen ist das zentrale Anliegen der Künstlerin.
Es geht in Kleins Werken nicht nur darum, Machtstrukturen und Repräsentationsmechanismen zu unterlaufen oder sichtbar zu machen, sondern auch darum, sie zu demontieren und das konventionelle Bild zu destabilisieren. Ihre Werke sind wirkungsvoll und lösen beim Betrachter oft ein überraschendes Moment der Reflexion sowie ein mögliches Hinterfragen der eigenen sozialen Konstrukte und der Art und Weise des Seins in der Welt aus.
Ästhetik und Eleganz paaren sich mit einem Gespür für kritische Fragen unserer Zeit: über die Rolle der Frau, Erfolg und Scheitern, Erinnern und Vergessen, Zeit und Vergänglichkeit. Dabei verarbeitet die Künstlerin ihre unterschiedlichen Interessen für Literatur, Film, Philosophie, Wahrnehmungstheorie und Neurowissenschaften, um dem Betrachter einen ästhetisch-intellektuellen Erfahrungsraum zu eröffnen.

## Ausstellungen (Auswahl)

### Einzelausstellungen (Auswahl)
- 1980: Astrid Klein, Künstlerhaus Hamburg
- 1983: Astrid Klein, Produzentengalerie Hamburg
- 1983: Suggestive Bilder 1975–83, Neue Gesellschaft für Bildende Kunst, Berlin
- 1984: Utopien denunzieren, Württembergischer Kunstverein Stuttgart
- 1985: Astrid Klein. Fotoarbeiten, Kunsthalle Bielefeld
- 1987: Astrid Klein, The Ydessa Gallery, Toronto
- 1988: Museum of Modern Art, San Francisco
- 1989: Astrid Klein, Kestnergesellschaft, Hannover
- 1989: Astrid Klein, ICA, London
- 1989: Astrid Klein, Wiener Secession, Wien
- 1989: Astrid Klein, Forum Stadtpark, Graz
- 1991: Astrid Klein. Neue Fotoarbeiten, Galerie Rudolf Zwirner, Köln
- 1993: Astrid Klein, Träger, UBC Fine Arts, Vancouver
- 1994: Saarlandmuseum, Saarbrücken
- 1995: Kunsthalle St. Gallen
- 1995: Fotomuseum Winterthur
- 2001: Auswege II, Staatliches Museum für Kunst und Design, Nürnberg
- 2002: L‘air de Berlin 2000. Rauminstallation, Hamburger Bahnhof, Berlin
- 2007/2008: Centralnervous and recollection. Neonskulpturen von Astrid Klein, Galerie Haas AG, Zürich
- 2008: Les Tâches Dominicales, Sprüth Magers, London
- 2010: Broken Heart. Arbeiten von 1980 bis 1995, Sprüth Magers, Berlin
- 2012: Galerie Heinrich Erhard, Madrid
- 2015: Astrid Klein. Collagen, Spiegel und weiße Bilder, Galerie Haas Zürich
- 2017: Astrid Klein. Renaissance Society, Chicago
- 2018: Astrid Klein. Transcendental Homeless Centralnervous, Deichtorhallen, Hamburg
- 2020: Astrid Klein. Dass vollkommene Liebe die Angst austreibe. Pinakothek der Moderne, München[4]
- 2021: Sehnsucht, Odyssey, Köln
- 2022: Silence of Another Sound, Galerie Haas Zürich

### Gruppenausstellungen
Die Künstlerin nahm an der 14. Sharjah Biennial (2019), der documenta 8 (1987) sowie an der 42. Biennale von Venedig (1986) und an „Von hier aus“ – Zwei Monate neue deutsche Kunst in Düsseldorf teil.
- 1977: Forum Junger Kunst, Museum Bochum und Städtische Galerie Wolfsburg
- 1981: Gegenbilder, Badischer Kunstverein, Karlsruhe
- 1982: Halle 6, Kampnagel -Fabrik, Hamburg
- 1982: Mit Fotografie, Museum Ludwig, Köln
- 1984: Von hier aus – Zwei Monate neue deutsche Kunst in Düsseldorf, Messe Düsseldorf Halle 13, Düsseldorf
- 1985: Kunst mit Eigen-Sinn, Museum des 20. Jahrhunderts, Wien
- 1985: Rheingold, Palazzo della Promotrice delle Belle Arti, Turin
- 1985: Kunst in der Bundesrepublik Deutschland 1945–1985, Nationalgalerie, Berlin
- 1985: Extending the Perimeters of 20th Century Photography, San Francisco Museum of Modern Art
- 1986: Reste des Authentischen, Museum Folkwang, Essen
- 1986: A distanced view, New Museum of Contemporary Art, New York
- 1986: Ein anderes Klima. Künstlerinnen gebrauchen neue Medien, Kunsthalle Düsseldorf
- 1987: Blow Up, Stuttgart / Berlin / Hamburg / Hannover / Frankfurt am Main
- 1987: Documenta 8, Kassel
- 1988: Exchange Germany – Ireland, Dublin / Belfast / Limerick / Cork
- 1989: Das Foto als autonomes Bild, Kunsthalle Bielefeld
- 1990: Gegenwart – Ewigkeit, Martin-Gropius-Bau, Berlin
- 1991: Umwandlungen, MMCA – National Museum of Modern and Contemporary Art, Seoul
- 1992: Photography in contemporary German art 1960 to the present, Walker Art Center, Minneapolis
- 1995: Astrid Klein und Claudio Moser, Kunsthalle St. Gallen
- 2003: Keep on Looking – Fragen zur Kunst, Kunsthaus Dresden
- 2005: Lichtkunst aus Kunstlicht / Light Art from Artificial Light, ZKM – Zentrum für Kunst und Medien, Karlsruhe
- 2013/2014: In Order to Join, Museum Abteiberg / Goethe-Institut, Mönchengladbach / Mumbai
- 2016/2017: Das rebellische Bild, Museum Folkwang, Essen
- 2019: Leaving the Echo Chamber, Sharjah Biennale 14, Sharjah
- 2020: ON EQUAL TERMS II, PRISKA PASQUER, Köln
- 2020: Blumensprengung, Ludwig Forum für internationale Kunst, Aachen
- 2020: SUBJEKT und OBJEKT. Foto Rhein Ruhr, Kunsthalle Düsseldorf
- 2020: White Dimensions: Revisited, Akademie der Künste, Berlin
- 2021: Pictures and Promises, Vancouver Art Gallery
- 2021: Das Erscheinen eines jeden in der Menge, Schloss Bellevue, Berlin
- 2021: Von Becher bis Blume, SK Stiftung Kultur / Die Photographische Sammlung, Cologne Unsettled Objects, Sharjah Art Foundation, Arts Area, Sharjah
- 2021: NOTHINGTOSEENESS, Akademie der Künste Berlin
- 2021: architektura, Fuhrwerkswaage Kunstraum e.V., Köln
- 2021: Adam, Eva und die Schlange, Bundeskunsthalle / Kunst- und Ausstellungshalle der Bundesrepublik Deutschland GmbH, Bonn
- 2021: Jetzt oder nie – 50 Jahre Sammlung LBBW, Kunstmuseum Stuttgart
- 2022: Deutscher Kaviar. Die fotografische Sammlung, Kunstmuseum Bonn
- 2022: Decolonizations, Galeria Studio, Warschau